# RENFE 465 sorozat
A RENFE 465 sorozat egy spanyol 1668 mm-es nyomtávolságú villamos motorvonat sorozat, melyet az elővárosi közlekedésben használnak. A Civia járműcsalád tagja, ahová a 465 sorozaton kívül még a 462, a 463 és a 464 sorozat is tartozik. A motorvonatokat a Construcciones y Auxiliar de Ferrocarriles, a Siemens AG és az Alstom gyártotta 2002 és 2003 között, majd 2004 és 2010 között.

## Útvonalak
A motorvonatok az alábbi elővárosi vasúthálózatokon közlekednek:
- Asturias
- Cádiz
- Catalonia
- Madrid
- Málaga
- Santander
- Seville
- Valencia
- Zaragoza

## Képgaléria

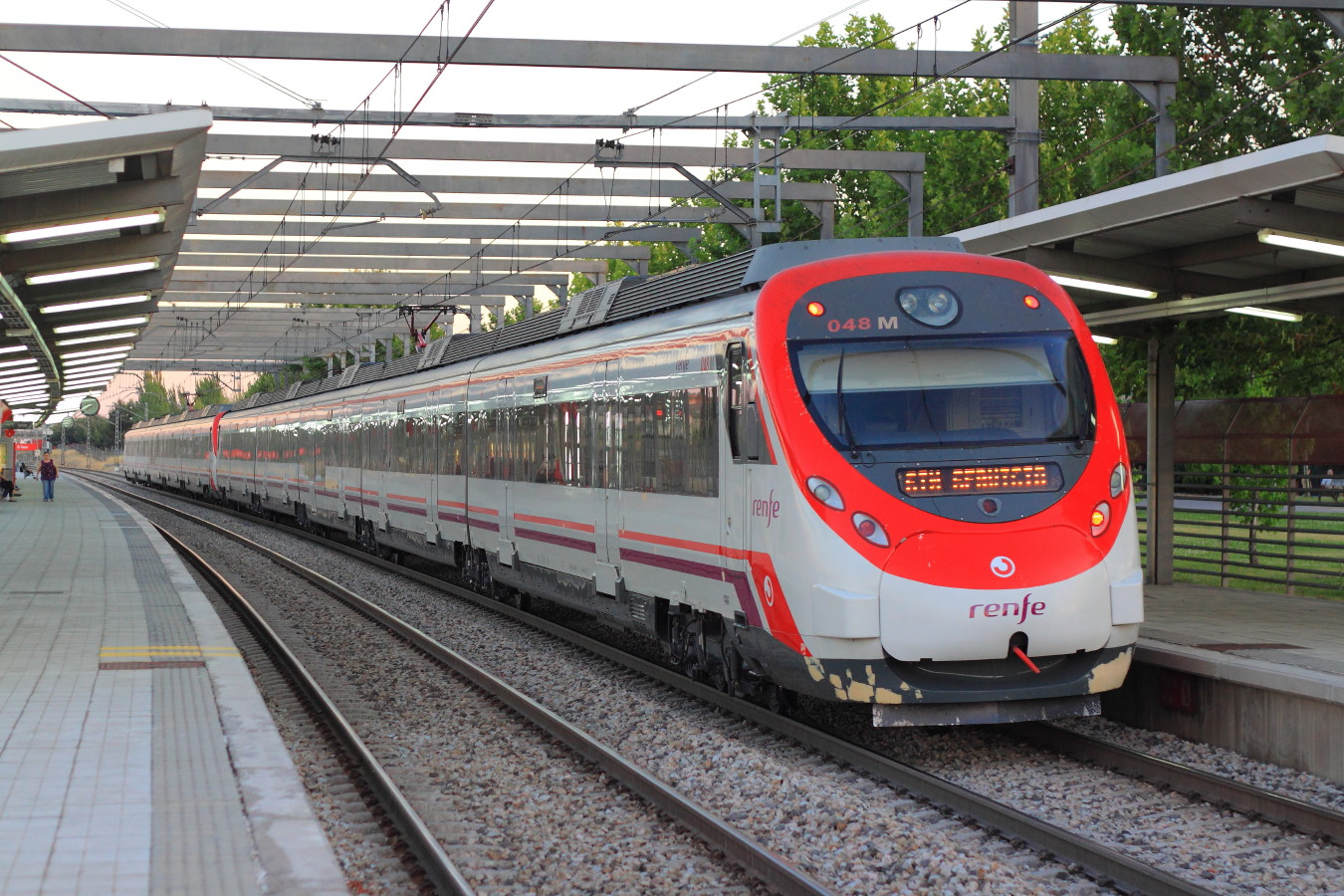
Civia 465 mint El Casar, Getafe Madrid közelében
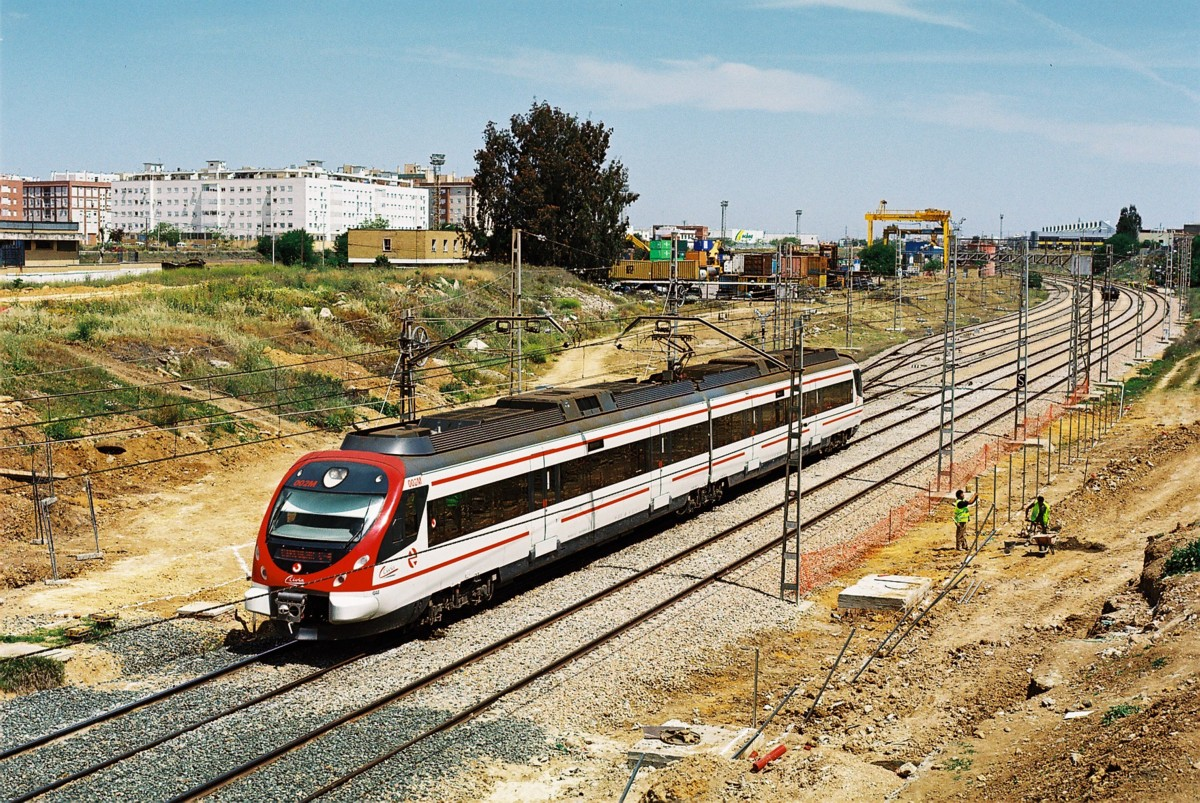
Egy ritka Civia 462 Padre Pío-Palmete (Sevilla) közelében
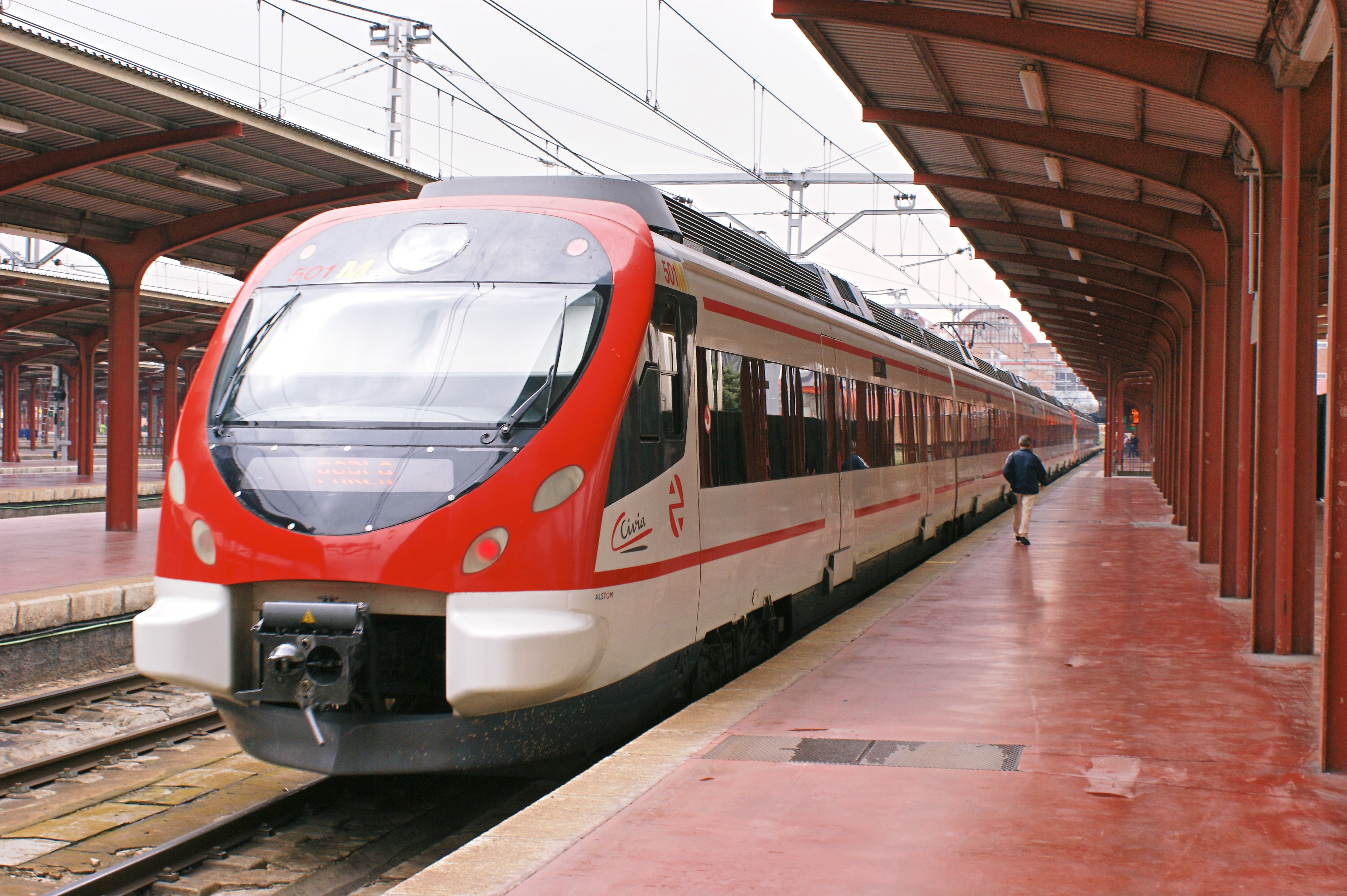
Civia 465 az eredeti festésében Madrid Chamartín állomáson, Madridban
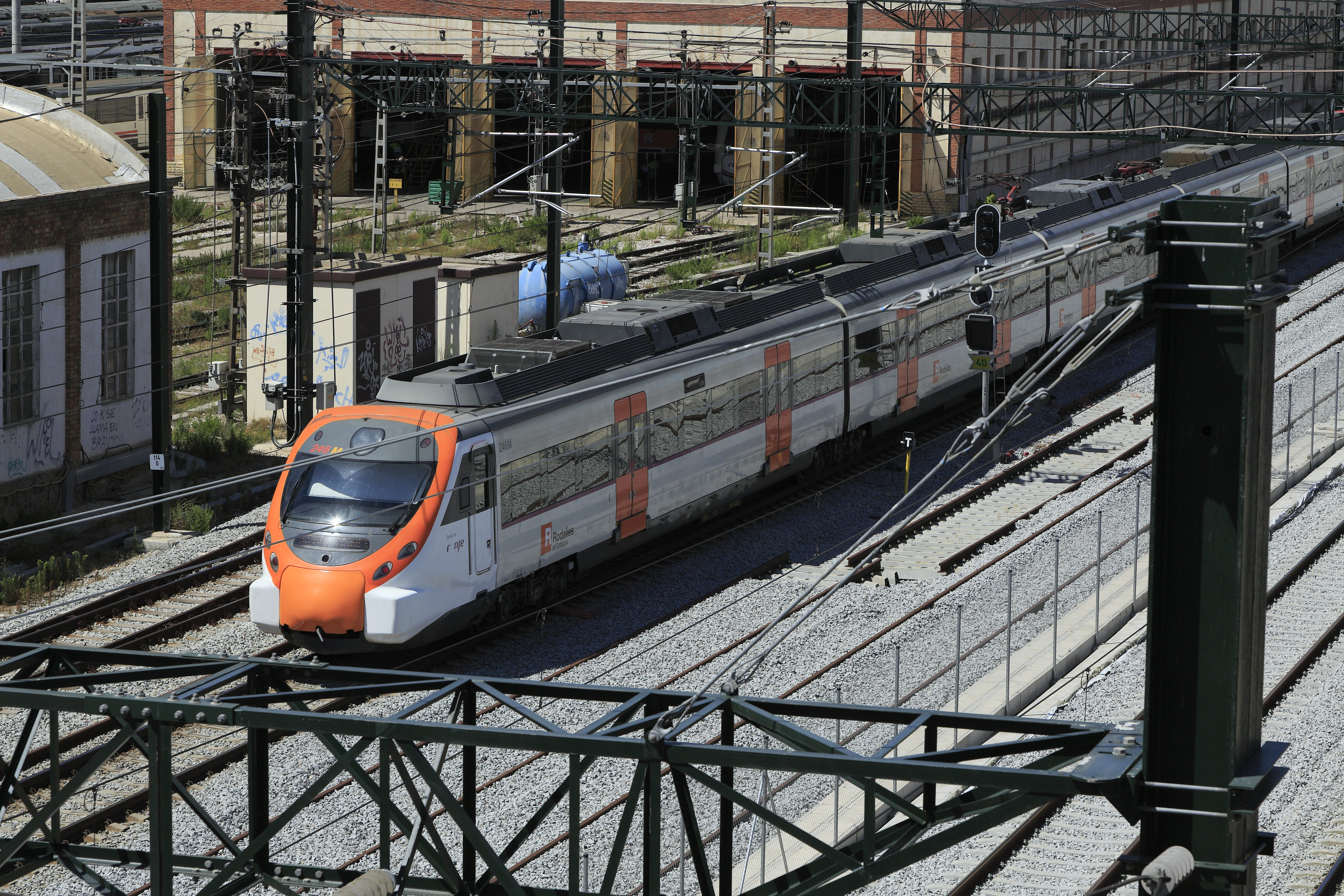
Civia 465 Rodalies de Catalunya festéssel Sant Andreu Comtal állomás közelében (Barcelona)
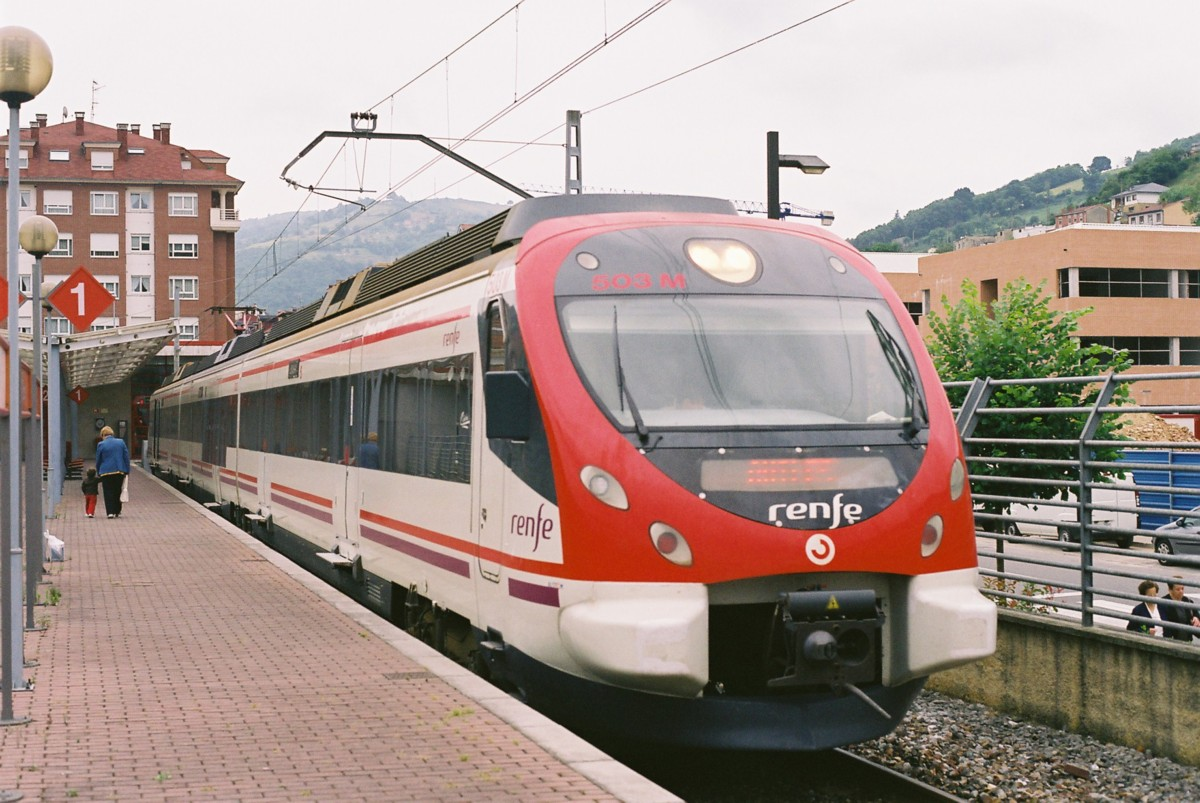
Civia 463 El Entrego állomáson, Asztúria tartományban
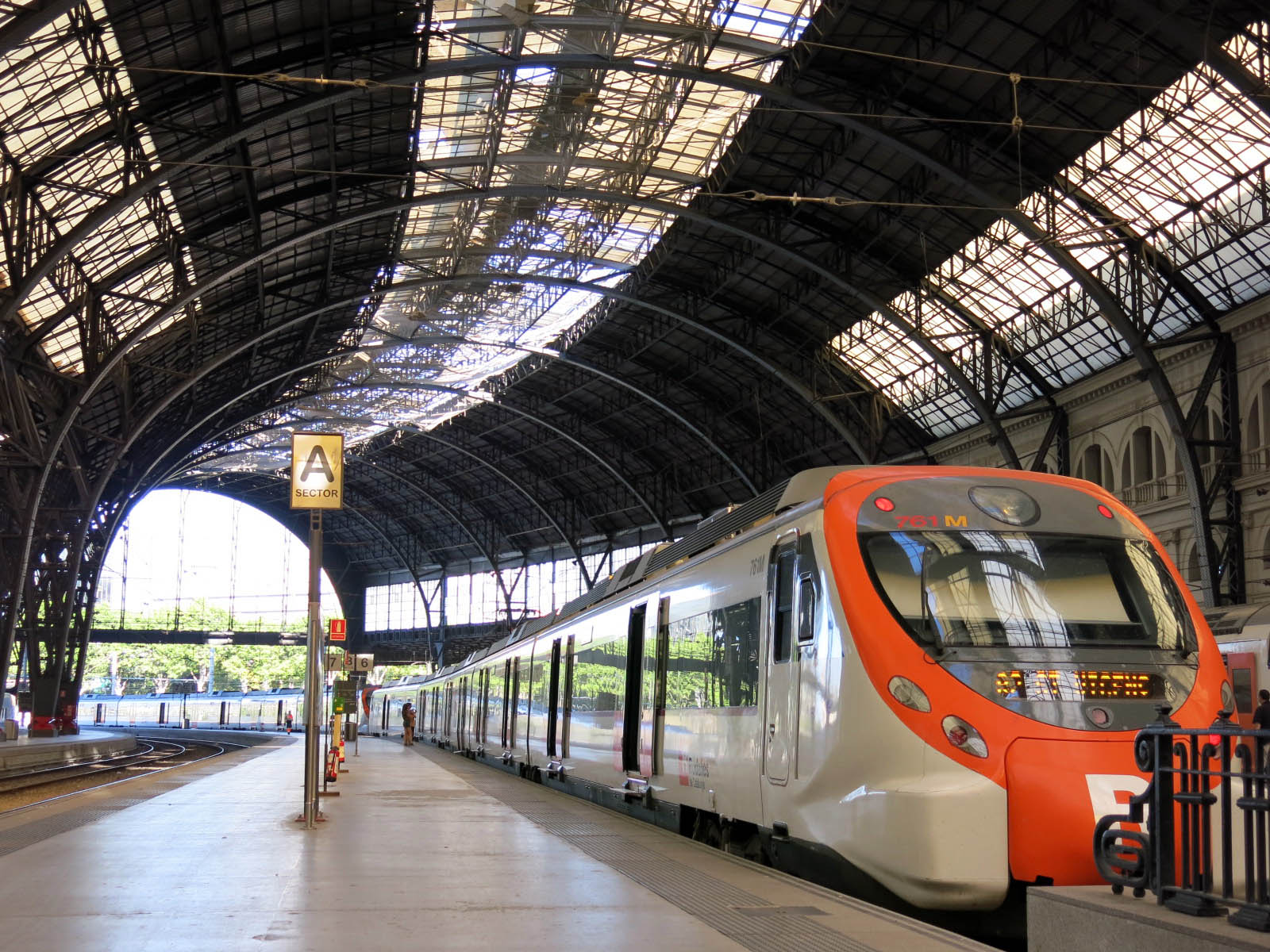
Egy Civia 465 Rodalies de Catalunya festéssel Estació de França állomáson
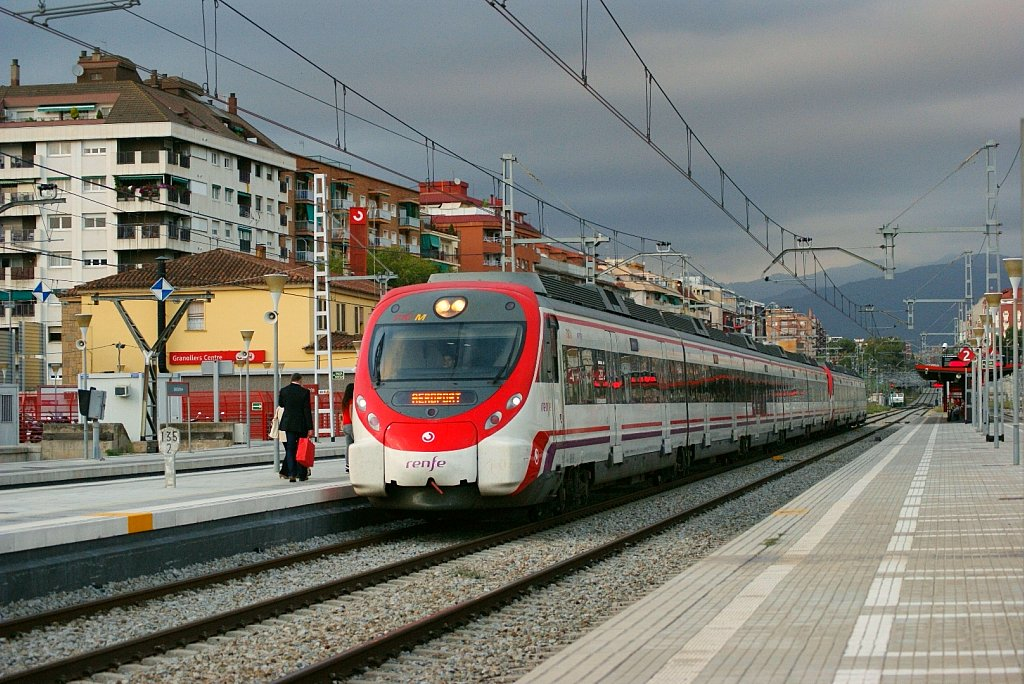
Civia 465 és 463 összekapcsolva Granollers Centre állomáson (Barcelona)
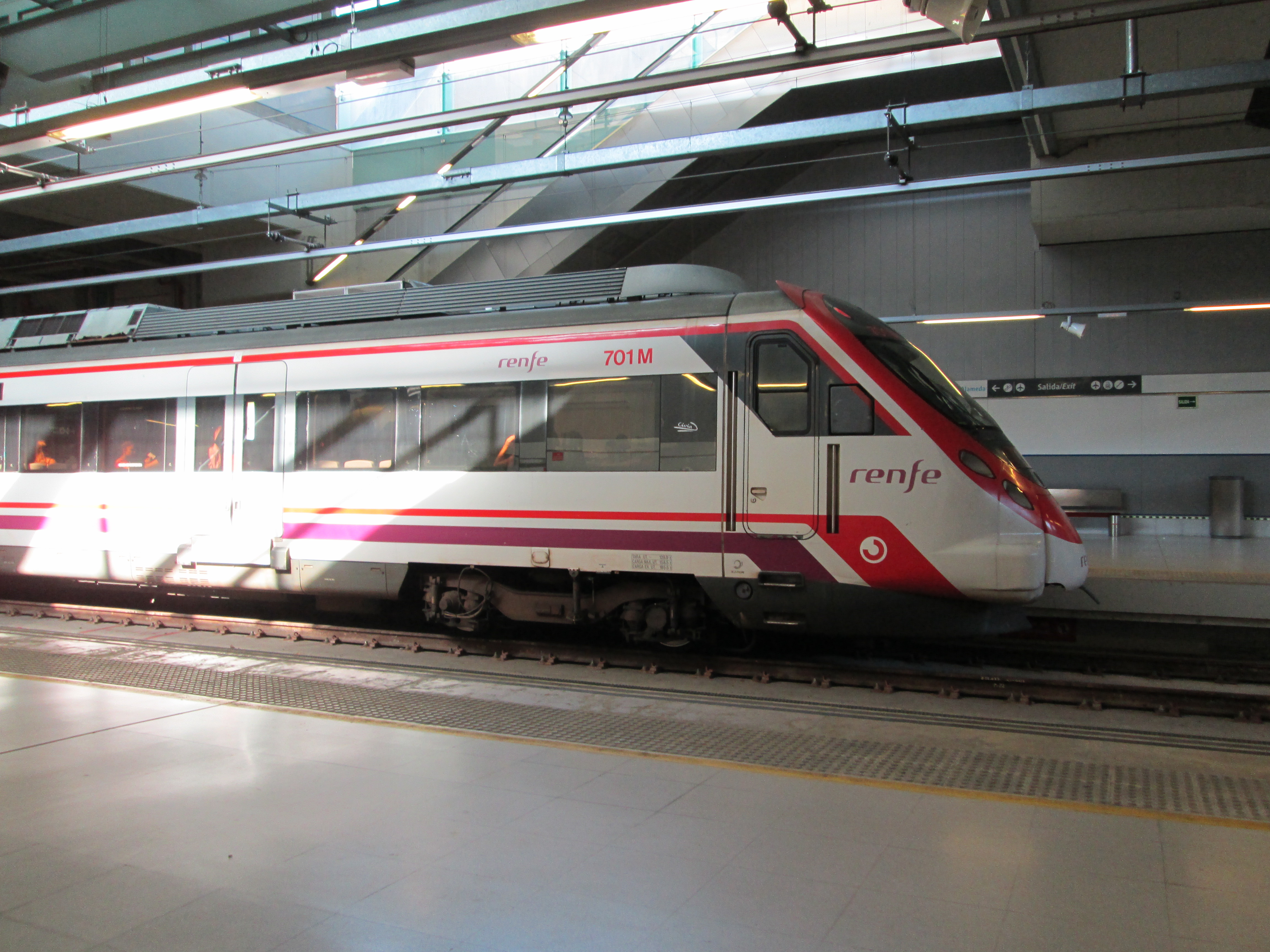
Egy Civia 463 Málagai nemzetközi repülőtér állomáson
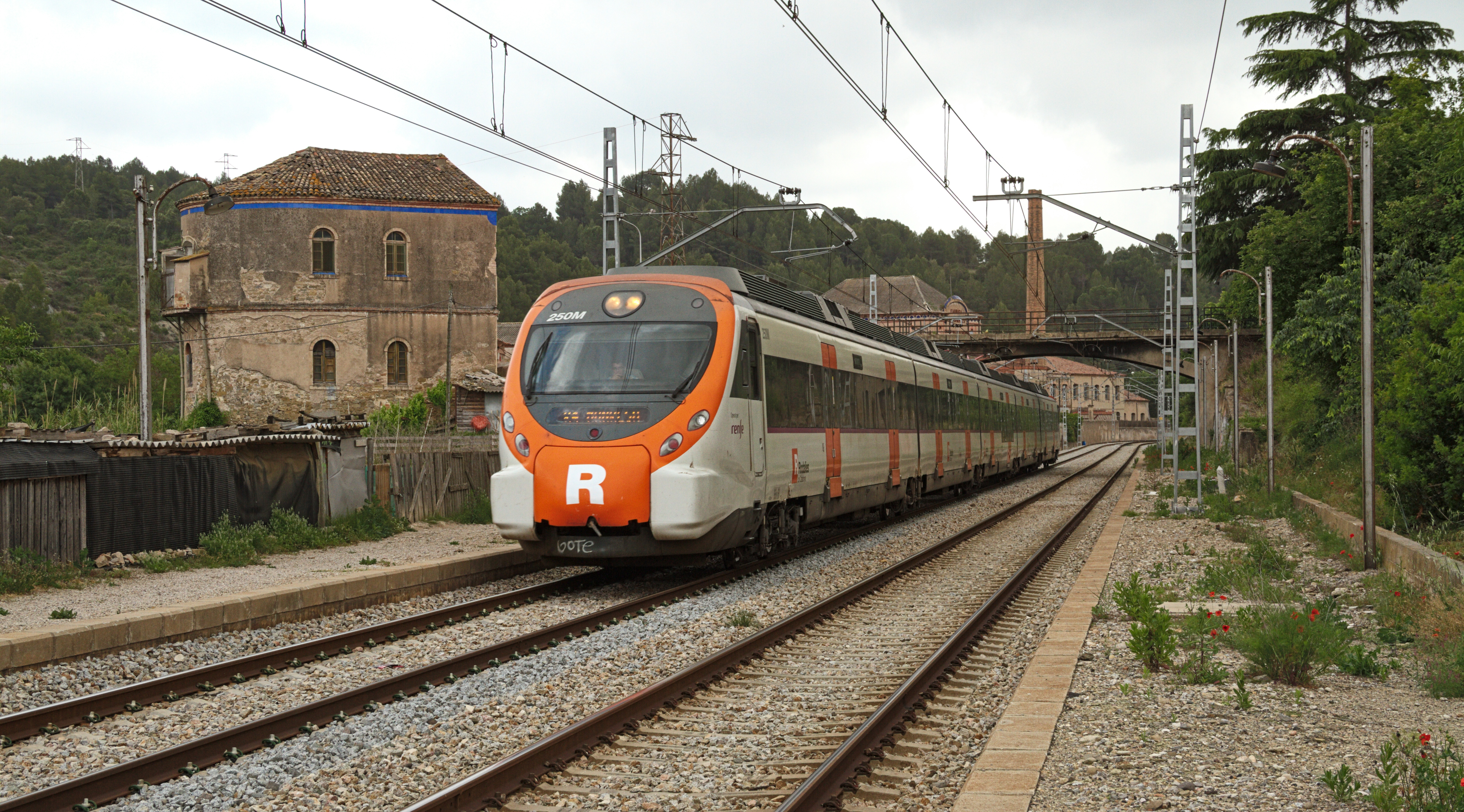
Egy Civia 465 Rodalies de Catalunya festéssel Els Comtals állomáson (Katalónia)
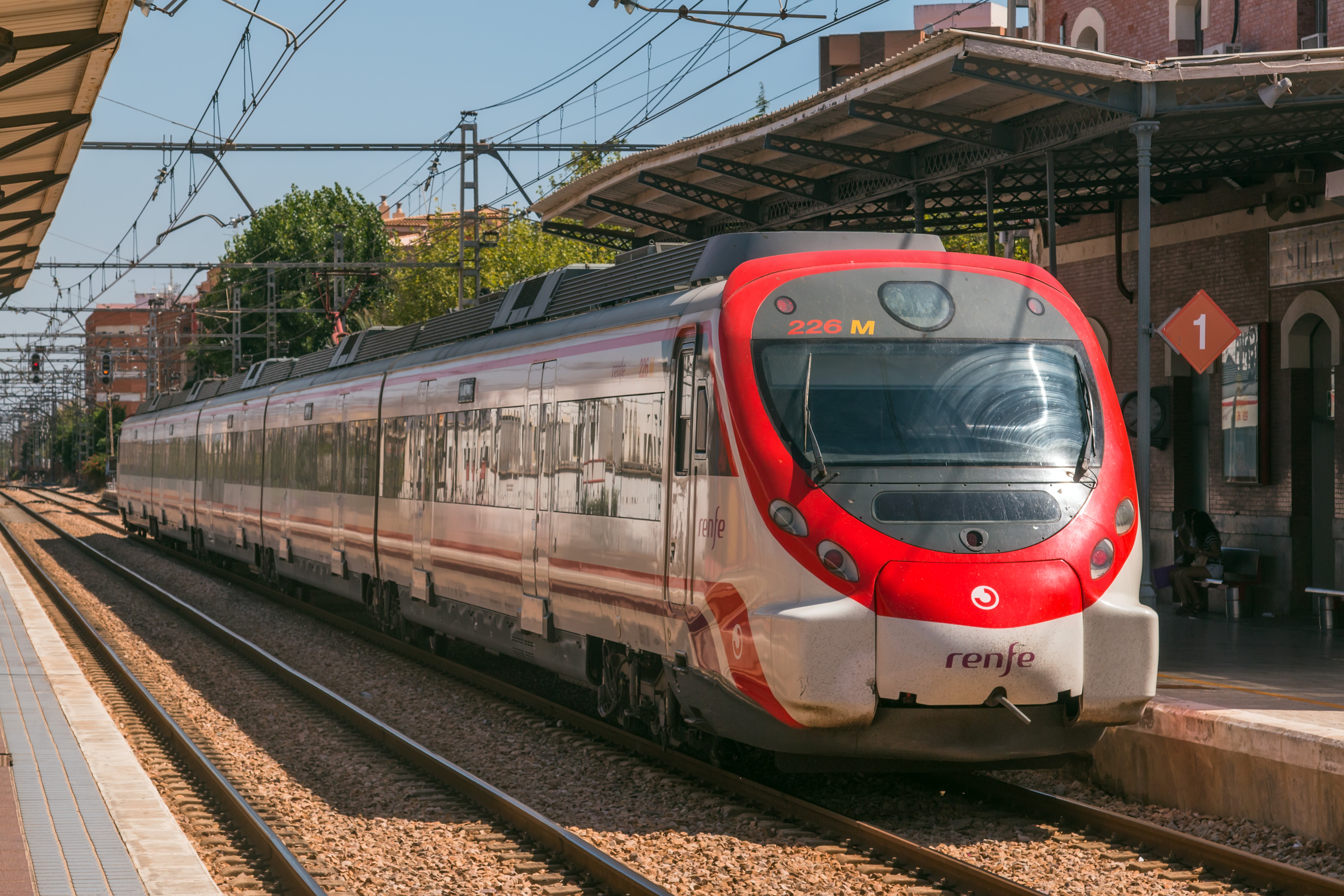
Egy Civia 465 Silla állomáson
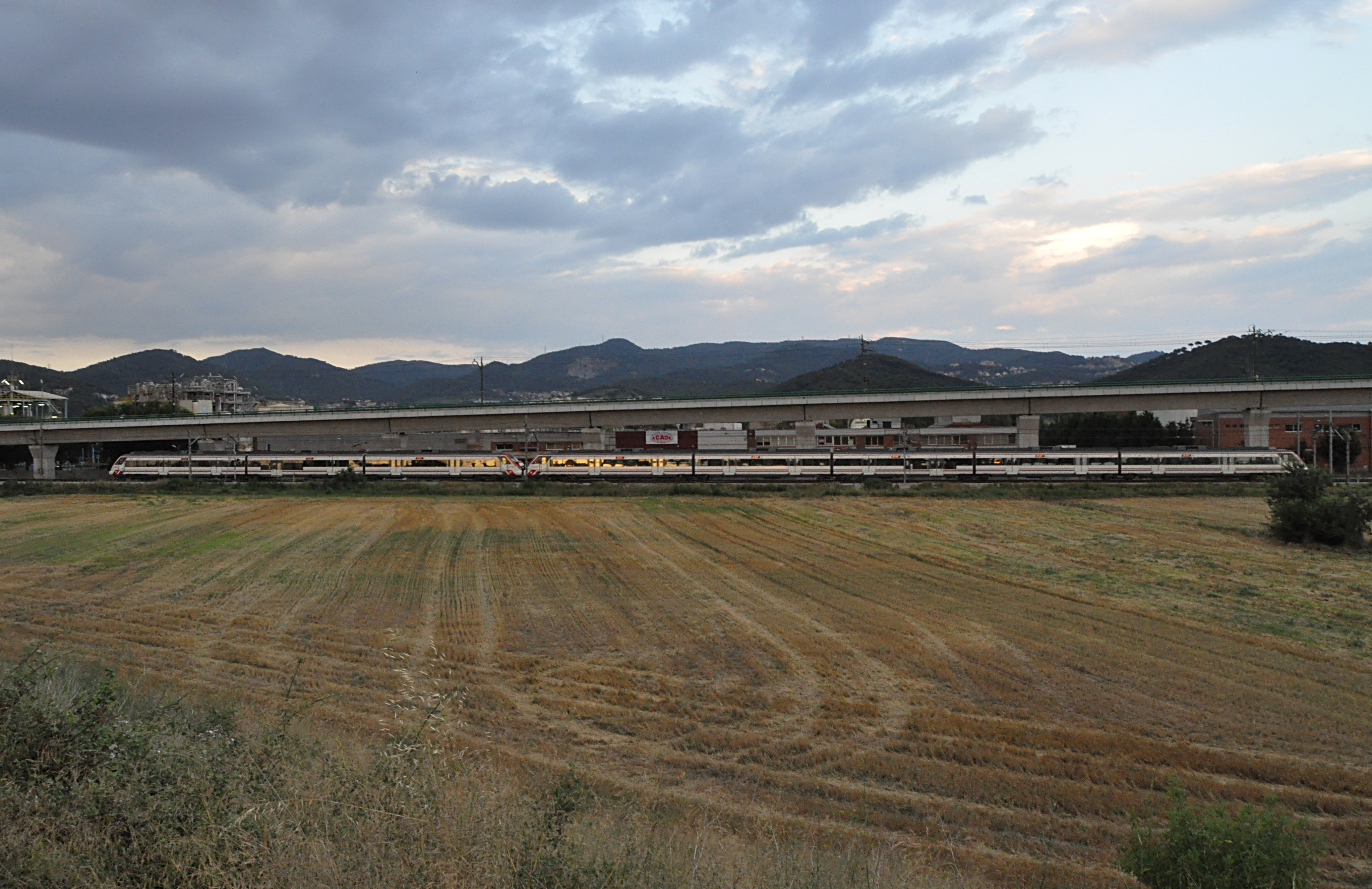
Két Civia 465+463 Mollet - Sant Fost állomáson (Katalónia)

## Lásd még
- Cercanías
- Renfe